# Wełyka Dołyna
Wełyka Dołyna (ukr. Велика Долина) – wieś na Ukrainie, w obwodzie dniepropetrowskim, w rejonie krzyworoskim, w hromadzie Zełenodolśk. W 2001 liczyła 2784 mieszkańców, spośród których 2566 wskazało jako ojczysty język ukraiński, 184 rosyjski, 1 mołdawski, 11 białoruski, 10 ormiański, 1 polski, 3 niemiecki, a 8 inny.
W 2024 roku zmieniono nazwę miejscowości z Wełyka Kostromka na Wyłka Dołyna.